# ستيوارت هولدن (لاعب دارت)
ستيوارت هولدن (بالإنجليزية: Stuart Holden)‏ هو لاعب دارت بريطاني، ولد في 28 نوفمبر 1965 في إنجلترا في المملكة المتحدة.

## وصلات خارجية
- ستيوارت هولدن على موقع DartsDatabase.co.uk (الإنجليزية)